# اقتصاد سيراليون
اقتصاد سيراليون هو أقل البلاد نماءاً مع ناتج محلي إجمالي ما يقرب من 1.9 مليار دولار أمريكي في عام 2009. منذ نهاية الحرب الأهلية في عام 2002 بدأ الاقتصاد يتعافى تدريجياً مع معدل نمو الناتج المحلي الإجمالي بين 4 و 7٪. في عام 2008 كان اقتصاد سيراليون في المرتبة 147 بين (البنك الدولي) ومصنف 153 (CIA) حسب الناتج المحلي الإجمالي (تعادل القدرة الشرائية).

## التاريخ الاقتصادي
هذا مخطط لاتجاه الناتج المحلي الإجمالي لسيراليون بأسعار السوق المقدرة من قبل صندوق النقد الدولي بالملايين.
| العام | إجمالي الناتج المحلي |
| ----- | -------------------- |
| 1965  | 246                  |
| 1970  | 355                  |
| 1975  | 572                  |
| 1980  | 1,155                |
| 1985  | 4,365                |
| 1990  | 98,386               |
| 1995  | 657,604              |
| 2000  | 1,330,429            |

نما نصيب الفرد من الناتج المحلي الإجمالي الحالي في سيراليون بنسبة 32٪ في الستينيات، ووصل إلى ذروة نمو بلغت 107٪ في السبعينيات. ولكنه تقلص بنسبة 52٪ في الثمانينيات و 10٪ أخرى في التسعينيات.

## القطاعات

### الزراعة
يشارك ثلثا سكان سيراليون في زراعة الكفاف. وفي عام 2007 شكلت الزراعة 58 في المائة من الناتج المحلي الإجمالي. ويعمل بها 80 في المائة من السكان، والأرز هو المحصول الرئيسي في سيراليون حيث يزرعه 85٪ من المزارعين .

### التعدين
يعتمد اقتصاد سيراليون، على التعدين، وخاصة الماس، والبلد من بين الدول العشر الأولى المنتجة للماس. وتشتهر سيراليون بالماس الدموي الذي تم استخراجه وبيعه خلال الحرب الأهلية، لشراء الأسلحة. وفي السبعينيات وأوائل الثمانينيات، تباطأ معدل النمو الاقتصادي بسبب تراجع قطاع التعدين وزيادة الفساد بين المسؤولين الحكوميين.
ويتراوح الإنتاج السنوي من الماس في سيراليون بين 250 مليون دولار أمريكي إلى 300 مليون دولار أمريكي. وتحسنت الصادرات بشكل كبير منذ الحرب الأهلية، وحققت الجهود المبذولة لتحسين الاقتصاد بعض النجاح. وتمتلك سيراليون واحدة من أكبر رواسب الروتيل في العالم.

### السياحة
وفقًا لمنظمة العمل الدولية، يعمل ما يقرب من 8000 سيراليوني في السياحة، ومن المتوقع وجود مزيد من الوظائف في المستقبل. نقطة الدخول الرئيسية هي مطار فريتاون الدولي،  ومناطق الجذب الرئيسية للسائحين في سيراليون هي الشواطئ والمحميات الطبيعية والجبال.

### الاتصالات
الراديو هو المصدر الإعلامي الأكثر شهرة في سيراليون، حيث يستمع 72٪ من الناس إلى الراديو يوميًا. والبلاد هي موطن لمحطة إذاعية وطنية واحدة مملوكة للحكومة وما يقرب من عشرين محطة إذاعية خاصة، بالإضافة إلى محطة تلفزيون واحدة مملوكة للحكومة وواحدة خاصة. خدمات الهاتف والتلغراف هامشية، واستخدام الإنترنت منخفض، حيث وصل إلى 1.3٪ فقط من السكان في عام 2012.